# Virginia Christian
Virginia Christian (15 août 1895 - 16 août 1912) est une femme de ménage afro-américaine, la dernière femme mineure à être exécutée aux États-Unis. Elle est l'avant-dernière femme en date à être exécutée par l'État de Virginie.

## Condamnation et exécution
Virginia Christian est accusée et condamnée pour l'homicide de son employeur, Ida Belote (72 ans), le 18 mars 1912 à Hampton,. Elle avoue avoir commis le crime peu après.
Elle est vite condamnée à mort. Le gouverneur de Virginie, William Hodges Mann (en), dira que « c'est le plus sinistre meurtre de l'histoire de l'État » et refuse d'intervenir malgré une lettre de la part de la mère de Virginia, Charlotte Christian.
Christian est électrocutée le lendemain de son dix-septième anniversaire dans la prison de l'État, à Richmond.
Les journaux publieront plus tard que son cadavre a été donné à l'école de médecine de Virginie parce que ses parents n'avaient pas les moyens de payer le transport du corps.

### Source
- (en) Cet article est partiellement ou en totalité issu de l’article de Wikipédia en anglais intitulé « Virginia Christian » (voir la liste des auteurs).